# 숙선옹주 (왕녀)
숙선옹주(淑善翁主, 1793년 4월 11일(음력 3월 1일) ~ 1836년 6월 7일)는 조선의 왕족이다. 조선의 제22대 왕 정조(正祖, 1752~1800)와 후궁 수빈 박씨 소생의 서차녀로, 제23대 왕 순조(純祖, 1790~1834)의 동복여동생이다.

## 생애
1803년(순조 3년), 숙선옹주의 혼례를 위해 금혼령이 내려지고 이듬해 희정당에서 숙선옹주의 부마 초간택이 이루어졌다. 같은 해 중희당(重熙堂)에서 재간택이 이루어지고 전 정랑(正郞) 홍인모(洪仁謨)의 아들이자 홍석주의 동생인 홍현주가 부마로 뽑혔다. 1804년(순조 4년) 5월 27일 숙선옹주는 12세의 나이에 홍현주에게 하가하였다. 숙선옹주는 순조의 유일한 동복누이로 순조와는 사이가 좋았는데 순조는 옹주의 혼인에 기해 내수사에 명해 쌀 1백 석, 무명 10동(同), 포(布) 5동, 돈 3천 냥을 내리게 하고 이는 숙선옹주에 한한 일이니 전례로 삼지 말라고 하교했다. 이후에도 신하들의 만류에도 불구하고 시집간 숙선옹주의 집에 임하기도 했다. 이후 숙선옹주의 후손이 끊어져 남편 홍현주와 같은 풍산 홍씨 일가인 홍명희가 제사를 받들었다.

## 일화
홍선표는 저서 《조선요리학》에서 숙선옹주가 무를 썰어 만든 요리를 임금에게 올려 크게 칭찬을 받았는데 이것이 깍두기의 시작이라고 소개하였다. 아버지인 정조가 승하했을 때 숙선옹주의 나이가 겨우 8세였으므로, 여기서 말하는 임금은 오라버니인 순조인 것으로 보인다.

## 가족 관계
| - 조부 : 사도세자(思悼世子, 1735 ~ 1762) - 조모 : 혜경궁 홍씨(惠慶宮 洪氏, 1735 ~ 1815) - 아버지 : 정조(正祖, 1752 ~ 1800) - 외조부 : 박준원(朴準源, 1739 ~ 1807) - 외조모 : 원주 원씨(原州 元氏, 1740 ~ 1783) - 어머니 : 수빈 박씨(綏嬪 朴氏, 1770 ~ 1822) - 오빠 : 순조(純祖, 1790 ~ 1834) | - 시할아버지 : 홍낙성(洪樂性, 1718 ~ 1798) - 시아버지 : 홍인모(洪仁謨, 1755 ∼1812) - 시어머니 : 영수합 달성 서씨(令壽閤 達城 徐氏, 1753 ~ 1823) - 남편 : 홍현주(洪顯周, 1793 ~ 1865) - 장남 : 홍우철(洪祐喆, 1813 ~ 1853) - 며느리 : 전주 이씨(貞夫人 全州李氏, 1815 ~ 1868) - 양녕대군후손 이혁로(李赫魯)의 장녀 - 손자 : 홍승간(洪承幹, 1834 ~ 1845) - 손자 : 홍승억(洪承億, 1842 ~ 1882) |

## 저서
- 《의언실권》